# Campeonato Sul-Brasileiro de Futebol de 1962
O Campeonato Sul-Brasileiro de Futebol ou Torneio da Legalidade, foi uma competição regional organizada pelas federações Catarinense, Gaúcha e Paranaense. Foi disputada uma única vez, em 1962, tendo como vencedor o Grêmio.

## História
O fim da década de 1950 e início da década de 1960 marcava a nacionalização do futebol brasileiro de clubes, quando fora disputada a primeira competição envolvendo a maioria dos estados, a Taça Brasil, estreada em 1959. A única disputa oficial em nível geográfico maior que o estadual era o Torneio Rio-São Paulo (jogado regularmente a partir de 1950), que daria origem ao Torneio Roberto Gomes Pedrosa. O grande campeonato nacional, até então, era o Campeonato Brasileiro de Seleções Estaduais (1922 a 1962; 1987), travado pelos selecionados das federações estaduais.
Cabe a observação de que a Taça Brasil era dividida em zonais, em conformidade com a divisão regional brasileira. Em que pese o valor simbólico, tais conquistas não são títulos propriamente. O Grêmio havia sido vencedor da Zona Sul em 1959 (ainda o seria em 1963 e 1965; o Internacional venceu em 1962, no segundo semestre), que apesar do nome possuía times do Sul e Sudeste.
Nesse contexto foi criado o Campeonato Sul-Brasileiro, competição que envolveria os campeões e vice-campeões do Sul do Brasil em jogos de ida e volta. A taça, organizada pelas federações estaduais do Sul, contou com a participação de todos os campeões e vice-campeões regionais, menos o Comercial, vencedor do Paraná, que não pode disputar o certame, sendo substituído pelo Coritiba.
Conforme o Correio da Manhã, de 16 de janeiro de 1962, Alfredo Curvelo, do Conselho Técnico de Futebol da CBD, ficou encarregado pela direção da instituição de manifestar um parecer sobre a realização do torneio. O jornal também listou os participantes e noticiou que o primeiro turno estrearia em 21 de janeiro (como realmente ocorreu) e terminaria em 13 de fevereiro (terminou em 16 de fevereiro).
Após a vitória por 1 a 0 do Grêmio sobre o Operário, o Jornal do Dia descreveu a partida como "monótona" e de pouca movimentação, observando-se ênfase nos setores defensivos. O Diário de Notícias, de Porto Alegre, e o Diário de Notícias, de Ponta Grossa, destacaram a dificuldade em conquistar o placar mínimo, tendo este dito que o gol ocorreu no "apagar das luzes". Após o 4 a 1 em favor do Grêmio no returno, o Diário da Tarde, de Curitiba, ressaltou a má campanha paranaense no torneio: "Futebol paranaense cada vez mais humilhado. Goleado o Operário no Olímpico ante o Grêmio".
O Estado, jornal catarinense, de 3 de março de 1962, estampou a seguinte manchete: "MARCILIO X GREMIO, O CARTAZ MAIOR DO TORNEIO DA LEGALIDADE", destacando que a equipe local, para ter um terceiro jogo decisivo contra o Tricolor Gaúcho, precisaria vencer o próprio e que o Internacional também o vencesse na última rodada.
O campeonato, oficialmente anunciado em 7 de dezembro de 1961 – nessa data o gaúcho Diário de Notícias informava a viagem de diretores da FRGF rumo a Curitiba, para tratar da competição –, iniciou em 21 de janeiro de 1962, com vitória do Operário sobre o Coritiba e empate entre Marcílio Dias e Metropol, finalizando em 18 de março, com as vitórias de Marcílio Dias sobre o Operário e do Grêmio sobre o Internacional. O Grêmio garantiu o título com uma rodada de antecedência e de forma invicta.
No torneio ocorreu o primeiro jogo entre Coritiba e Internacional. O time curitibano, que já havia tido dois confrontos interestaduais na Vila Capanema, em 1953 (pelo Torneio Centenário do Paraná, contra Portuguesa e Flamengo), teve mais quatro jogos do tipo neste mesmo estádio, o que só voltaria a ocorrer em 2014, pelo Campeonato Brasileiro (contra o Goiás). Grêmio e Operário-PR só teriam um terceiro encontro 60 anos depois, em 2022, pela Série B do Brasileirão. Os grenais foram os de número 158 e 159, sendo que o primeiro aconteceu em dia com máxima de 34,7ºC.
Em 2012, o Grêmio lançou um uniforme alusivo ao triunfo, que completava 50 anos.

### Nome e organização
Segundo Luiz Rosa (2011), "Sul-Brasileiro" foi o nome popular e a promoção se deu pelas três federações. André Silva (2022) também aponta que a organização se deu pelas três federações.
Já para Ramalho dos Santos (2010), o torneio recebeu o nome "Sul-Brasileiro" pela FGF, federação que patrocinou o torneio, enquanto a imprensa batizou de "Torneio da Legalidade" em razão do contexto político sobre legalidade. Praetzel (2020) afirma que o campeonato "foi organizado pela Federação Catarinense de Futebol em parceria com as Federações Gaúcha e Paranaense".

## Cunho político
Fontes apontam que o nome "Torneio da Legalidade" faz referência à Campanha da Legalidade, movimento liderado pelo governador gaúcho Leonel Brizola, que defendia a posse presidencial de João Goulart, indesejada por parcela dos militares, após a renúncia de Jânio Quadros. A renúncia do então mandatário e a posse do então vice ocorreram em 25 de agosto e 7 setembro de 1961 (3 meses antes do anúncio oficial da taça, em 7/12 do mesmo ano), respectivamente, tendo Ranieri Mazzilli, presidente da Câmara dos Deputados, assumido o posto de presidente da República interinamente. Apesar de Jango assumir o cargo de Presidente, foi instaurado o parlamentarismo republicano, ao qual Brizola era crítico, defendendo o retorno à "legalidade" presidencialista.
Segundo o Mestre em História André Luiz Rosa (2011, p. 185):
Citação: "O nome dado ao torneio (da Legalidade) sugere também uma aproximação da política com o futebol, pois, em setembro de 1961, João Goulart assume a presidência no lugar de Jânio Quadros. (...) Possivelmente o referido torneio tenha sido criado com o intuito de 'difundir' a propaganda 'legalista' e assim aproximar o debate político naquele período junto da população. Entretanto, estas são hipóteses, tendo em vista que na literatura consultada sobre futebol e nos documentos analisados não pude constatar qualquer informação ou indício que pudesse relacionar tal envolvimento."
Conforme matéria de João Praetzel (2020), para o GZH, e o site oficial do Grêmio, a taça teria sido entregue pelo próprio Brizola, então Governador gaúcho.
André Silva (2022), também para o GZH, anexou foto do Memorial Hermínio Bittencourt, em que "Milton Kuelle recebe o troféu no Piratini, com a presença do governador Leonel Brizola". Ainda, afirma que cada federação deu ao campeão uma taça, além do Governo do Estado do Rio Grande do Sul, somando-se quatro canecos para a galeria gremista.

## Fatos inusitados
Conforme Ribeiro Júnior [2004 apud SANTOS, 2010], dois fatos curiosos do torneio: um foi a tijolada de Leocádio, atacante do Operário, no juiz, em jogo contra o Coritiba, por razão de suposta parcialidade; o outro, quando na volta entre esses dois times, a diretoria do fantasma abandonou os jogadores em Curitiba, como castigo pela derrota.

## Participantes
| Equipe        | Cidade       | Estado | Classificação                    |
| ------------- | ------------ | ------ | -------------------------------- |
| Grêmio        | Porto Alegre | RS     | Campeão gaúcho de 1961           |
| Internacional | Porto Alegre | RS     | Vice-campeão gaúcho de 1961      |
| Metropol      | Criciúma     | SC     | Campeão catarinense de 1961      |
| Marcílio Dias | Itajaí       | SC     | Vice-campeão catarinense de 1961 |
| Coritiba      | Curitiba     | PR     | Convidado                        |
| Operário-PR   | Ponta Grossa | PR     | Vice-campeão paranaense de 1961  |

## Classificação final
| Pos | Equipe        | Pts | J  | V | E | D | GP | GC | SG  |
| --- | ------------- | --- | -- | - | - | - | -- | -- | --- |
| 1   | Grêmio        | 17  | 10 | 7 | 3 | 0 | 18 | 4  | +14 |
| 2   | Marcílio Dias | 12  | 10 | 4 | 4 | 2 | 15 | 13 | +2  |
| 3   | Internacional | 11  | 10 | 4 | 3 | 3 | 19 | 11 | +8  |
| 4   | Coritiba      | 8   | 10 | 3 | 2 | 5 | 12 | 15 | –3  |
| 5   | Operário-PR   | 7   | 10 | 3 | 1 | 6 | 10 | 18 | –8  |
| 6   | Metropol      | 5   | 10 | 1 | 3 | 6 | 12 | 25 | –13 |

```
== Partidas ==
```

### Primeiro turno
| 21 de janeiro de 1962 | Coritiba | 0 – 1 | Operário Ferroviário | Belfort Duarte, Curitiba (PR) |
|                       |          |       | Jairo 18'            | Árbitro: URU Julio Salsamendi |

| 21 de janeiro de 1962 | Metropol                           | 3 – 3 | Marcílio Dias                | Euvaldo Lodi, Criciúma (SC)      |
|                       | Nilzo 3' · Chagas 32' · Valdir 86' |       | Aquiles 38' 88' · Idésio 83' | Árbitro: SP Romualdo Arppi Filho |

| 26 de janeiro de 1962 | Coritiba    | 2 – 1 | Internacional | Belfort Duarte, Curitiba (PR)      |
|                       | Oda 56' 72' |       | Sapiranga 23' | Árbitro: RS Aparício Viana e Silva |

| 26 de janeiro de 1962 | Grêmio                                 | 3 – 0 | Metropol | Olímpico, Porto Alegre (RS) |
|                       | Juarez 1' · Joãozinho 23' · Vieira 45' |       |          | Árbitro: SC Zoeli Thomé     |

| 28 de janeiro de 1962 | Operário Ferroviário | 0 – 2 | Internacional             | Germano Krüger, Ponta Grossa (PR)  |
|                       |                      |       | Sapiranga 20' · Alfeu 30' | Árbitro: RS Aparício Viana e Silva |

| 31 de janeiro de 1962 | Operário Ferroviário | 1 – 2 | Marcílio Dias   | Germano Krüger, Ponta Grossa (PR)  |
|                       | Ivo 39' (GC)         |       | Aquiles 19' 80' | Árbitro: SC Laudino Pedro da Silva |

| 31 de janeiro de 1962 | Internacional                                   | 4 – 0 | Metropol | Eucaliptos, Porto Alegre (RS) |
|                       | Alfeu 8' · Sapiranga 19' 38' · Tenente 74' (GC) |       |          | Árbitro: SC Otavio Bolonini   |

| 2 de fevereiro de 1962 | Coritiba | 1 – 1 | Marcílio Dias | Vila Capanema, Curitiba (PR) |
|                        | Oda 87'  |       | Idésio 39'    | Árbitro: SC Otavio Bolonini  |

| 4 de fevereiro de 1962 | Operário Ferroviário | 0 – 1 | Grêmio     | Germano Krüger, Ponta Grossa (PR)  |
|                        |                      |       | Vieira 81' | Árbitro: RS Aparício Viana e Silva |

| 6 de fevereiro de 1962 | Coritiba | 0 – 2 | Grêmio                        | Vila Capanema, Curitiba (PR)       |
|                        |          |       | Milton Kuelle 19' · Élton 87' | Árbitro: RS Aparício Viana e Silva |

| 6 de fevereiro de 1962 | Internacional | 2 – 2 | Marcílio Dias         | Eucaliptos, Porto Alegre (RS)      |
|                        | Sapiranga 9'  |       | Renê 25' · Idésio 85' | Árbitro: SC Laudino Pedro da Silva |

| 9 de fevereiro de 1962 | Grêmio                      | 3 – 0 | Marcílio Dias | Olímpico, Porto Alegre (RS)        |
|                        | Marino 44' 87' · Juarez 61' |       |               | Árbitro: SC Laudino Pedro da Silva |

| 11 de fevereiro de 1962 | Operário Ferroviário      | 2 – 1 | Metropol   | Germano Krüger, Ponta Grossa (PR) |
|                         | Otavinho 29' · Sílvio 37' |       | Waldir 68' | Árbitro: SC Zoeli Thomé           |

| 13 de fevereiro de 1962 | Coritiba     | 1 – 1 | Metropol | Vila Capanema, Curitiba (PR) |
|                         | Miltinho 16' |       | Nilzo 5' | Árbitro: SC Zoeli Thomé      |

| 16 de fevereiro de 1962 | Grêmio | 1 – 1 | Internacional    | Olímpico, Porto Alegre (RS)                            |
|                         | Élton  |       | Sérgio Lopes 11' | Renda: Cr$ 2.900.000,00 Árbitro: SP Anacleto Pietrobon |

### Segundo turno
| 16 de fevereiro de 1962 | Internacional                                 | 3 – 2 | Coritiba                     | Eucaliptos, Porto Alegre (RS)      |
|                         | Flávio Minuano 19' 39' · Gilberto Andrade 68' |       | Rodrigues 1' · Gauchinho 90' | Árbitro: PR José Ferreira da Silva |

| 18 de fevereiro de 1962 | Marcílio Dias          | 2 – 1 | Metropol   | Hercílio Luz, Itajaí (SC) |
|                         | Odilon 7' · Idésio 68' |       | Waldir 79' | Árbitro: SC Zoeli Thomé   |

| 19 de fevereiro de 1962 | Grêmio                         | 2 – 0 | Coritiba | Olímpico, Porto Alegre (RS)          |
|                         | Vieira 20' · Milton Kuelle 36' |       |          | Árbitro: PR José Ferreira dos Santos |

| 20 de fevereiro de 1962 | Internacional | 0 – 0 | Operário Ferroviário | Eucaliptos, Porto Alegre (RS) |
|                         |               |       |                      | Árbitro: PR Kalil Karam Filho |

| 22 de fevereiro de 1962 | Metropol              | 2 – 1 | Coritiba     | Euvaldo Lodi, Criciúma (SC)        |
|                         | Nilzo 52' · Hélio 55' |       | Gladstone 7' | Árbitro: PR José Ferreira da Silva |

| 23 de fevereiro de 1962 | Grêmio                                                   | 4 – 1 | Operário Ferroviário | Olímpico, Porto Alegre (RS)            |
|                         | Élton 14' · Marino 20' · Ribamar 31' (GC) · Adroaldo 45' |       | Leocádio 90'         | Árbitro: PR José Barbosa de Lima Netto |

| 25 de fevereiro de 1962 | Metropol              | 2 – 3 | Operário Ferroviário          | Heriberto Hülse, Criciúma (SC)         |
|                         | Hélio 36' · Nilzo 59' |       | Leocádio 24' · Sílvio 80' 86' | Árbitro: PR José Barbosa de Lima Netto |

| 25 de fevereiro de 1962 | Marcílio Dias | 1 – 0 | Coritiba | Hercílio Luz, Itajaí (SC)          |
|                         | Duílio 32'    |       |          | Árbitro: PR José Ferreira da Silva |

| 28 de fevereiro de 1962 | Marcílio Dias | 1 – 0 | Internacional | Alameda, Blumenau (SC)         |
|                         | Aquiles 77'   |       |               | Árbitro: RS Nei da Luz Barbosa |

| 28 de fevereiro de 1962 | Metropol   | 1 – 1 | Grêmio     | Euvaldo Lodi, Criciúma (SC)       |
|                         | Waldir 15' |       | Juarez 19' | Árbitro: RS Agomar Martins Röhrig |

| 3 de março de 1962 | Marcílio Dias | 0 – 0 | Grêmio | Hercílio Luz, Itajaí (SC)         |
|                    |               |       |        | Árbitro: RS Agomar Martins Röhrig |

| 4 de março de 1962 | Metropol        | 1 – 5 | Internacional                                                                   | Euvaldo Lodi, Criciúma (SC)    |
|                    | Luís Carlos 42' |       | Sérgio Lopes 5' · Flávio Minuano 8' 19' · Osvaldinho 38' (pen) · Bedeuzinho 61' | Árbitro: RS Nei da Luz Barbosa |

| 11 de março de 1962 | Operário Ferroviário | 1 – 3 | Coritiba                            | Germano Krüger, Ponta Grossa (PR)      |
|                     | Leocádio 74'         |       | Calita 12' · Oda 30' · Juquinha 70' | Árbitro: PR José Barbosa de Lima Netto |

| 18 de março de 1962 | Marcílio Dias                        | 3 – 1 | Operário Ferroviário | Hercílio Luz, Itajaí (SC)   |
|                     | Odilon 5' · Aquiles 12' · Idésio 68' |       | Motiela 23'          | Árbitro: PR Victor Marcassa |

| 18 de março de 1962 | Internacional | 1 – 2 | Grêmio                     | Eucaliptos, Porto Alegre (RS)    |
|                     | Sapiranga 11' |       | Joãozinho 70' · Vieira 99' | Árbitro: SP Romualdo Arppi Filho |

## Premiação
| Campeonato Sul-Brasileiro de Futebol de 1962 |
| -------------------------------------------- |
| GRÊMIO Campeão (1º título)                   |

## Competições semelhantes
Um inter-regional seria disputado pelos times sulistas em 1968 e 1969, o Torneio Centro–Sul, cuja primeira edição foi vencida pelo Grêmio Maringá, enquanto a outra não foi conclusa. A CBD foi a organizadora. 
Em 1999, o Grêmio foi campeão da única edição da Copa Sul, competição ao qual o Sul-Brasileiro pode ser tido como precursor. Em 2000, esta foi sucedida pela Copa Sul-Minas, jogada até 2002, sem vencedores sulistas. Ambas foram organizadas pela CBF. 
De 2007 a 2010, foi jogada a Recopa Sul-Brasileira, desafio entre os campeões das três copas estaduais do Sul (Taça FPF, Copa FGF e Copa Santa Catarina), além da paulista. Tal como o Sul-Brasileiro, a organização ficou por parte das respectivas federações estaduais.
Em 2016, ocorreu a I Copa da Primeira Liga do Brasil, também conhecida como “Copa Sul-Minas-Rio”, torneio sem reconhecimento pela CBF. No ano seguinte, em sua última edição, clubes de outras regiões foram inclusos.